# Rato-do-pacífico
O rato-do-pacífico ou kiore (Rattus exulans) é uma espécie de mamífero roedor com uma distribuição geográfica vasta na zona do Pacífico e Sudeste Asiático. Originalmente confinado ao continente, o rato-do-pacífico acompanhou a expansão polinésia pelos arquipélagos do Pacífico, colonizando juntamente com o Homem ecossistemas até então livres de predadores do seu género. O rato-do-pacífico, que se adapta a uma grande variedade de habitats, desde que haja alimento em abundância, é considerado como uma espécie invasora, responsável, pelo menos em parte, por inúmeras extinções de espécies nativas, em particular de aves não voadoras ou que nidificavam ao nível do solo.
O rato-do-pacífico é um roedor esguio, com cerca de 15 cm de comprimento e cerca de 80 g de peso. As populações que vivem em climas frios são maiores que as de climas tropicais. A cauda pode ser tão comprida como o resto do corpo e está coberta por pequenas escamas. A pelagem é de cor castanha e a zona ventral é esbranquiçada.
A época de reprodução dos ratos-do-pacífico é contínua: cada fêmea pode dar à luz até quatro vezes por ano. Cada ninhada contém em média quatro juvenis, mas o número varia com a quantidade de alimento disponível. O período de gestação é de 19-21 dias e as crias tornam-se independentes da progenitora com cerca de 4 semanas de idade. A maturidade sexual é atingida com cerca de oito meses. A rapidez de reprodução e maturidade do rato-do-pacífico é um dos factores do seu sucesso ecológico.
O rato-do-pacífico é uma espécie oportunística que coloniza com sucesso uma enorme variedade de ecossistemas e que consome uma grande diversidade de alimentos, incluindo folhas, ervas, sementes, frutos e pequenos invertebrados como minhocas e insectos. A sua grande preferência é, no entanto, a cana-de-açúcar que, quando disponível, representa 70% da sua dieta. Na presença de espécies nativas inadaptadas à sua presença, o rato-do-pacífico explora todas as facilidades, alimentando-se de ovos e juvenis de aves ou répteis. Os ecossistemas da Nova Zelândia foram particularmente afectados pela introdução do rato-do-pacífico, que chegou juntamente com os maori. A invasão conjunta de humanos, roedores e outras espécies invasoras provocou uma hecatombe nas espécies locais e uma série de extinções.
O rato-do-pacífico não tem importância económica para o Homem, pelo contrário, provoca destruição de colheitas de cana-de-açúcar, em particular no Havaí. Outras colheitas afectadas são o cacau, ananás, coco, milho e arroz. Por causa desta ameaça à agricultura e ecossistemas locais, a erradicação do rato-do-pacífico está em curso em muitos arquipélagos do Pacífico.